# Expedición antártica noruego-británica-sueca
La Expedición Antártica Noruego-Británica-Sueca (también conocida como expedición Maudheim, NBSX o EANBS) (1949-1952) fue la primera expedición antártica en la que participó un equipo internacional de científicos. Los miembros del equipo procedían de Noruega, Suecia y de la Mancomunidad Británica de Naciones (Commonwealth).

## Historia
La expedición antártica noruego-británica-sueca fue la primera expedición a la Antártida en la que participó un equipo internacional de científicos. La expedición fue dirigida por John Schjelderup Giæver, un investigador polar y escritor noruego. La expedición tenía el objetivo de establecer si las fluctuaciones climáticas observadas en el Ártico también estaban ocurriendo en la Antártida. Situaron su base, llamada Maudheim, sobre la Barrera de hielo Jelbart, una plataforma de hielo entre el Cape Norvegia y la cordillera de Søråsen Ridge que discurre a lo largo de la costa de la Tierra de la Reina Maud en febrero de 1950. Esta expedición sentó las bases para las siguientes expediciones australianas a la Antártida desde 1954 hasta principios de la década de 1960.

## Transporte
La expedición fue transportada a bordo de un barco cazador de focas de 600 toneladas llamado Norsel que funcionaba con un motor diesel U-Boot alemán. Para completar la expedición fue necesario usar también un ballenero de 24.000 toneladas llamado Thorshovdi ya que el Norsel era demasiado pequeño para llevar todo el equipo y los suministros necesarios para la expedición antártica.
Además de ambos barcos, se incluyeron en la expedición dos aviones Auster ligeros destinados a reconocimiento. Estos fueron pilotados por un equipo de la RAF de cinco hombres de Gran Bretaña. El Norsel hizo tres viajes de ida y vuelta a la Antártida, con visitas posteriores acompañadas de una unidad de vuelo noruega y otra sueca para ayudar con la fotografía aérea.

## Conclusiones
La información obtenida de la expedición contribuyó al conocimiento de la glaciología, meteorología y geología  de la Antártida. Entre sus descubrimeintos figura el conocimiento de que el nivel del mar mundial está controlado principalmente por el estado de la capa de hielo de la Antártida. También mejoró la comprensión del impacto de las capas de hielo antárticas sobre la regulación del clima mundial. Así mismo, encontró la evidencia que sugiere que una porción de la Antártida (Tierra de la Reina Maud) estuvo unida con el sur de África. Otros estudios científicos también han encontrado pruebas contundentes de que la Antártida oriental permaneció unida al sur de África hasta el final del período Jurásico.

## Equipo humano
- John Giaever, noruego, líder de la expedición
- Valter Schytt, sueco, jefe de glaciólogos, segundo al mando
- Gordon de Quetteville Robin, australiano, geofísico, tercero al mando
- Nils Jørgen Schumacher, noruego, meteorólogo jefe
- Gösta Hjalmar Liljequist, sueco, meteorólogo asistente
- Ernest Frederick Roots, canadiense, geólogo jefe
- Alan Reece, británico, geólogo asistente
- Charles Swithinbank, británico, glaciólogo asistente
- Nils Roer, noruego, topógrafo
- Ove Wilson, sueco, oficial médico
- Bertil Ekström, sueco, ingeniero mecánico
- Egil Rogstad, noruego, radio operador
- Peter Melleby, noruego, a cargo de los perros
- Schølberg Nilsen, noruego, cocinero

Miembros adicionales que se unieron en una fecha posterior:
- Stig Hallgren
- Leslie Quar
- John Jelbart
- John Snarby